# Бобовиков Ратмір Степанович
Ратмір Степанович Бобовиков (нар. 12 липня 1927, місто Лодєйне Поле, тепер Ленінградської області, Російська Федерація — 1 серпня 2002, місто Санкт-Петербург, Російська Федерація) — радянський діяч, 1-й секретар Владимирського обласного комітету КПРС, голова Ленінградського облвиконкому. Член Центральної Ревізійної комісії КПРС у 1976—1981 роках. Кандидат у члени ЦК КПРС у 1981—1990 роках. Депутат Верховної Ради РРФСР 9-го скликання. Депутат Верховної Ради СРСР 10—11-го скликань. Кандидат технічних наук (1964).

## Життєпис
Під час німецько-радянської війни знаходився в евакуації. У 1944 році повернувся до Ленінградської області, працював машиністом вантажно-розвантажувальної машини 5-ї Ленінградської електростанції. У 1947 році — обліковець тракторної бригади Сунської машинно-тракторної станції Кіровської області.
Член ВКП(б) з 1947 року.
У 1951 році закінчив спецфакультет Ленінградського електротехнічного інституту імені Ульянова (Леніна).
У 1952—1962 роках — інженер на підприємствах оборонної промисловості, парторг ЦК КПРС, секретар партійного бюро науково-дослідного інституту електрофізичної апаратури в Ленінграді.
У 1962—1964 роках — заступник завідувача відділу оборонної промисловості Ленінградського міського комітету КПРС. У 1964—1969 роках — заступник завідувача відділу оборонної промисловості Ленінградського обласного комітету КПРС.
У 1969—1972 роках — 1-й секретар Октябрського районного комітету КПРС міста Ленінграда.
У 1972 році — секретар Ленінградського міського комітету КПРС.
У жовтні 1972 — 19 квітня 1978 року — секретар Ленінградського обласного комітету КПРС.
19 квітня 1978 — 31 жовтня 1980 року — 2-й секретар Ленінградського обласного комітету КПРС.
25 листопада 1980 — 22 грудня 1983 року — голова виконавчого комітету Ленінградської обласної ради народних депутатів.
16 грудня 1983 — 10 серпня 1989 року — 1-й секретар Владимирського обласного комітету КПРС.
З серпня 1989 року — персональний пенсіонер союзного значення в місті Ленінграді (Санкт-Петербурзі).
У кінці 1990-х років — начальник відділу асоціації «Північно-Захід» міста Санкт-Петербурга.
Помер 1 серпня 2002 року. Похований на Смоленському православному цвинтарі в Санкт-Петербурзі.

## Нагороди і звання
- орден Жовтневої Революції
- чотири ордени Трудового Червоного Прапора
- орден «Знак Пошани»
- медаль «За доблесну працю у Великій Вітчизняній війні 1941—1945 рр.»
- медаль «За доблесну працю. В ознаменування 100-річчя з дня народження Володимира Ілліча Леніна»
- медалі
- відзнаку «За внесок у розвиток Ленінградської області»